# رناته رینس‌وه
رِناته رَینس‌وِه (نروژی: Renate Reinsve; تلفظ نروژی: [ˈrɛ̀nɑ:tə ˈræ̀ɪnsvə]، زادهٔ ۲۴ نوامبر ۱۹۸۷) بازیگر اهل نروژ است. او در سال ۲۰۱۱ نخستین بازیگری خود را انجام داد. در سال ۲۰۲۱ او در فیلم بدترین آدم دنیا که مورد تحسین منتقدان قرار گرفت ایفای نقش کرد و به خاطر عملکردش جایزه بهترین بازیگر زن جشنواره کن و نامزدی جایزه بفتای بهترین بازیگر نقش اول زن را به دست آورد.